# 10119 Ремарк
10119 Ремарк (10119 Remarque) — астероїд головного поясу, відкритий 18 грудня 1992 року.
Тіссеранів параметр щодо Юпітера — 3,198.
Назва на честь Еріх Марія Ремарка — одного з найвідоміших німецьких письменників XX століття.